# Rätselhafte Welt
Rätselhafte Welt (Originaltitel: „Un Mundo Misterioso“) ist der zweite Spielfilm des argentinischen Filmregisseurs und Drehbuchautors Rodrigo Moreno aus dem Jahr 2011. Der Film erzählt die Geschichte von Boris, gespielt von Esteban Bigliardi, der von seiner Freundin auf Zeit verlassen wird und sich dann allein in der Welt zurechtfinden muss. Am Ende des Films finden er und seine Freundin wieder zusammen. Un Mondo Misterioso wurde im Wettbewerb der 61. Berlinale im Februar 2011 aufgeführt, erhielt dabei aber überwiegend negative Kritiken.

## Handlung
Zu Beginn des Films, der in Buenos Aires spielt, liegen Boris und Ana morgens zusammen im Bett und sie erzählt ihm, dass sie sich für einige Zeit trennen sollten. Darauf reagiert er nur mit der Frage, wie viel Zeit sie denn meine, und wiederholt diese Frage mehrmals. Boris zieht in ein Hotel und muss sich nun allein im Leben zurechtfinden. Er kauft ein altes in Rumänien gebautes Auto, das jedoch immer wieder technische Probleme bereitet. Über einen alten Freund aus seiner Schulzeit gerät er in einen Freundeskreis, auf dessen Party er eher verwirrt ist und nicht wirklich dazugehört. Gegen Morgen küsst er Odette, bevor diese mit den anderen Freunden nach Montevideo (Uruguay) aufbricht, wo sie gemeinsam Silvester und Neujahr verbringen wollen. Boris soll ihnen nachkommen. Sein Auto hat eine größere Panne, so dass er es in eine Werkstatt bringt, und Boris beginnt mit dem Bus zu fahren und folgt Frauen auf der Straße. Die erste geht zu ihrem Freund, der zweiten folgt er in eine Bar und dann in ein Casino. Die Nacht verbringen beide in seinem Hotelzimmer. Boris bricht dann nach Uruguay auf. Dort holt ihn jedoch niemand vom Hafen ab, so dass er wieder zurückkehrt und Silvester mit seinem Mechaniker verbringt. Als sein Auto wieder funktioniert, fährt er nach Hause zu Ana. Während er oben in der Wohnung ist, wird sein Auto gestohlen, doch er unternimmt nichts dagegen, sondern sieht nur zu. Am Ende sitzen Boris und Ana zusammen auf dem Bett und halten Händchen, während sie eine Schallplatte hören.

## Hintergrund
Bei Un Mundo Misterioso handelt es sich um den zweiten langen Kinofilm von Rodrigo Moreno. Mit seinem Erstlingswerk El Custodio – Der Leibwächter war er bereits auf der 56. Berlinale im Jahr 2006 vertreten und gewann den Alfred-Bauer-Preis. Un Mundo Misterioso lief im Wettbewerb der 61. Berlinale. Der Film wurde von Rizoma Films produziert, Co-Produzenten waren Rohfilm in Berlin und Control Z in Montevideo. Die Produktion entstand zudem mit Unterstützung des ZDFs und artes. Den weltweiten Vertrieb übernahm The Match Factory. Moreno blickt in diesem Film sehr distanziert auf Liebe und Identität, die Boris sucht, womit er das von Festivalchef Dieter Kosslick angesprochene Thema der universellen Verlorenheit verhandelt.

## Kritik
Der Film wurde überwiegend negativ rezensiert. Jutta Louise Oechler kritisierte für aspekte, dass Un Mundo Misterioso langweilig sei und Boris als Charakter nicht berühre. Für sie bleibe rätselhaft, warum jemand sich diesen Film ansehen sollte. Diese Kritik teilt Stefan Kuzmany im Berlinale-Blog auf Spiegel Online. Für ihn ist dieser Film äußerst langweilig, er vermisst Handlung in diesem Film. Kuzmany verweist zudem darauf, dass Buenos Aires trotz des blauen Himmels auf den Zuschauer trostlos wirkt. Matthias Wulff, der den Film für die Berliner Morgenpost rezensierte, gewann den Film gegen Ende des Wettbewerbs jedoch auch gute Seiten ab. So schrieb er: „Am Anfang des Filmfests hätte man sich vielleicht gefragt: Was soll so ein Film? Heute ist man dankbar für die besonnene Kameraführung, ein wenig Handlung in einem Streifen, der so belanglos ist wie ein Tag ohne Aufregungen, auf den man aber trotzdem nicht hätte verzichten wollen.“